# Osselle-Routelle
Osselle-Routelle é uma comuna francesa na região administrativa da Borgonha-Franco-Condado, no departamento de Doubs. Estende-se por uma área de 10.74 km². Em 2010 a comuna tinha 967 habitantes (densidade: 90 hab./km²).
Foi criada em 1 de janeiro de 2016, a partir da fusão das antigas comunas de Osselle e Routelle.